# Alan Fabbri
Alan Fabbri (Bondeno, 4 gennaio 1979) è un politico italiano, sindaco di Ferrara dall'11 giugno 2019, il primo di centro-destra dal secondo dopoguerra.
È stato già sindaco di Bondeno dal 2009 al 2015, città dov'è stato anche assessore comunale, consigliere provinciale di Ferrara e candidato alla presidenza della Regione Emilia-Romagna per il centro-destra alle elezioni regionali del 2014.

## Biografia
Figlio di agricoltori di Burana (frazione di Bondeno), padre democristiano e madre comunista passati poi alla Lega Nord per seguire le scelte del figlio.
Nel 1998 si diploma al liceo scientifico statale "A. Roiti" di Ferrara con 50/60, mentre nel 2005 consegue la laurea magistrale in ingegneria dei materiali presso l'Università degli Studi di Ferrara, a cui segue l'anno successivo l'abilitazione all'esercizio della professione di ingegnere.
È appassionato di basso elettrico ed è un amante dei Pearl Jam e del grunge.

## Carriera politica

### Prime esperienze nella Lega
Dopo aver preso il diploma scientifico, si iscrive nel 1999 alla Lega Nord di Umberto Bossi, all'età di 20 anni, venendo nominato coordinatore provinciale dei Giovani Padani nel 2000 e segretario comunale della sezione di Bondeno nel 2001. Nello stesso anno partecipa come capolista della Lega Nord alle elezioni comunali in Emilia-Romagna del 2002 di Finale Emilia.
Nel 2002 entra a far parte del consiglio direttivo provinciale della Lega Nord. Nel 2004 viene candidato come capolista alle elezioni comunali in Emilia-Romagna a Bondeno, a sostegno del sindaco uscente della Casa delle Libertà Davide Verri (che viene rieletto), dove però la Lega Nord ottiene solo il 3,6% dei voti e nessun seggio. Identico risultato anche per la lista leghista alle elezioni provinciali del 2004 a Ferrara.
Nel 2005 organizza la prima edizione del "Bundan Celtic Festival" alla Rocca di Stellata. In occasione delle elezioni regionali in Emilia-Romagna del 2005 si candida con la Lega Nord nella circoscrizione di Ferrara, ma non è eletto.
Si candida alle elezioni politiche del 2006 e del 2008 per la Camera dei deputati, ma in nessuna delle due consultazioni sarà eletto. Nello stesso periodo, dal 2005 al 2007, inizia a collaborare come consulente del Consigliere regionale Roberto Corradi, mentre il 5 gennaio 2006 viene nominato assessore allo sport, tempo libero e politiche giovanili nell'amministrazione comunale di Bondeno guidata da Davide Verri.

### Sindaco di Bondeno
Alle elezioni comunali in Emilia-Romagna del 2009 si candida a primo cittadino di Bondeno, appoggiato dalla Lega Nord, Il Popolo della Libertà e la lista civica "Alleanza per Bondeno", superando il primo turno con il 46,07% dei voti e arrivando al ballottaggio con la sfidante Patrizia Micai del Partito Democratico (41,59%). Al ballottaggio viene eletto al 56,71% dei voti come sindaco di Bondeno, divenendo il primo sindaco leghista dell'Emilia-Romagna in un comune di oltre 15.000 abitanti; contemporaneamente viene altresì eletto consigliere provinciale di Ferrara.
Dopo aver gestito la fase dell'emergenza del terremoto dell'Emilia del 2012, nel 2014 viene rieletto sindaco di Bondeno direttamente al primo turno con il 64,22% dei voti, con l'appoggio di Lega Nord, Forza Italia, Unione di Centro, Fratelli d'Italia - Alleanza Nazionale e la lista civica "...E Avanti!".

### Candidatura alla presidenza dell'Emilia-Romagna
A seguito della convocazione anticipata delle elezioni regionali in Emilia-Romagna per il 23 novembre del 2014, dovuta alle dimissioni dello storico presidente della Regione Vasco Errani, indagato nel processo Terremerse, Alan Fabbri viene scelto dalla coalizione di centro-destra per sfidare il candidato del Partito Democratico e il centro-sinistra Stefano Bonaccini alle elezioni regionali del 2014, trovando appoggio in diversi gruppi di terremotati. Alla tornata elettorale si presenta con le liste Lega Nord, Forza Italia e Fratelli d'Italia - Alleanza Nazionale, ma perde la competizione, ottenendo il 29,85% delle preferenze contro il 49,05% di Bonaccini. A causa dell'incompatibilità di cariche, si dimette da sindaco di Bondeno per ricoprire l'incarico di consigliere regionale. Tra il 29 e il 31 gennaio 2015 partecipa, in rappresentanza dell'Emilia-Romagna, all'elezione del Presidente della Repubblica, dove viene eletto Sergio Mattarella.
Alle successive elezioni comunali anticipate di Bondeno del 2015 viene di nuovo eletto consigliere comunale, divenendo poi presidente del consiglio comunale.

### Sindaco di Ferrara
In vista delle elezioni amministrative del 2019 viene candidato a sindaco di Ferrara, in rappresentanza di una coalizione di centro-destra formata da: Lega, Forza Italia assieme alla lista "Sgarbi Rinascimento", Fratelli d'Italia (FdI) e le liste civiche "Ferrara Cambia" e "Ferrara Civica - Rinascita Socialdemocratica". Il suo programma elettorale si concentra sull'azzeramento dei fondi per l’accoglienza e l’affidamento di parte dei servizi alla sanità privata.
Al primo turno del 26 maggio ottiene il 48,44% dei voti, accedendo al ballottaggio contro il principale sfidante del centro-sinistra Aldo Modonesi, fermo al 31,75% dei voti. Al ballottaggio del 9 giugno vince con il 56,77% dei voti, contro il 43,23% dello sfidante Modonesi. Consegue così la prima storica vittoria del centro-destra nel capoluogo estense, per 74 anni roccaforte del centro-sinistra.
Alle amministrative del 2024 si ricandida a primo cittadino di Ferrara, sostenuto dalla Lega, FdI, Forza Italia, UdC, Democrazia Cristiana con Rotondi e le liste civiche "Alan Fabbri Sindaco" e "Ferrara Cambia", venendo confermato al primo turno con il 57,88% dei voti.